# 773

سنة 773 كانت سنة بسيطة تبدأ يوم الجمعة (سوف يظهر الرابط التقويم الكامل للعام) حسب التقويم اليولياني، تم استخدام الفئة 773 لهذا العام منذ أوائل العصور الوسطى، عندما أصبح عصر التقويم بعد الميلاد هو الأسلوب السائد في أوروبا لتسمية السنوات.

## أحداث
- سبتمبر: بدء حصار بافيا والذي استمر إلى يونيو 774.

## مواليد
- بيبين من إيطاليا، ابن شارلمان (مات 810 م)